# Kelkit (district)
Kelkit is een Turks district in de provincie Gümüşhane en telt 41.664 inwoners (2007). Het district heeft een oppervlakte van 1438,2 km². Hoofdplaats is Kelkit.
De bevolkingsontwikkeling van het district is weergegeven in onderstaande tabel. De bevolking is echter meer dan in het weergegeven tabel. Het merendeel woont buiten Kelkit. Vaak in districten of steden rondom Kelkit zoals; Gümüşhane, Trabzon en Erzincan. In de zomer zijn er tientallen auto's te zien met Europese kentekens. Dat zijn de Turkse families die in de jaren 60 vanuit Kelkit naar West-Europa zijn geëmigreerd. Vaak komen ze hun overige familie op bezoek of brengen hun vakantie door in de oorspronkelijke stad.
Kelkit heeft geografisch een ligging in de Zwarte Zee gebied en dus wordt het ook gerekend als een stad van de Zwarte Zee. Maar cultureel verschillen de mensen uit Kelkit met de rest van het gebied waar zijn geografisch bijhoren. In de dorpen van Kelkit wordt het oud Turks (Ottomaans) nog steeds gesproken. Afhankelijk van de overige gebieden en districten van Turkije, wordt Kelkit alleen bewoond door Turken die ook Turk van origin zijn. In de meeste districten rondom Kelkit zijn er mensen die een tweede taal beheersen, zoals het; Grieks, Armeens, Lazisch en Georgisch.
| 1997   | 2000   | 2007   |
| ------ | ------ | ------ |
| 47.119 | 63.510 | 41.664 |